# پائولا عبدل
پائولا عبدل زادهٔ ۱۹ ژوئن ۱۹۶۲ در سن‌فرناندوی کالیفرنیا، رقصنده، خواننده و چهرهٔ مشهور تلویزیونی در آمریکاست.
پدر او سوریه‌ای و مادرش اهل کانادا و هردو یهودی‌تبار بوده‌اند.
او به مدت ۸ سال یکی از ۳ داور برنامهٔ استعداد یابی آمریکن آیدل بوده‌است.

## ابتدای زندگی
او از والدینی یهودی متولد شد. پدرش هری عبدل در سوریه متولد شده و در برزیل بزرگ شده بود و سپس به ایالات متحده مهاجرت کرده‌است. مادرش لورین اصالتاً کانادایی است با رگه‌هایی از نژادهای روسی و اکراینی. او خواهری به نام وندی دارد که هفت سال از خود او بزرگ‌تر است. او هنگام فارغ‌التحصیلی از دبیرستان لقب با نمک‌ترین لبخند را طبق آرا نصیب خودش کرده بود.
او در کودکی به رقص باله می‌پرداخته. او هم چنین عضو گروه چیرلیدرهای دبیرستان محل تحصیلش هم بده؛ و همچنین یک دانش آموز مفتخر. در ۱۵ سالگی او بورسیه‌ای برای کمپ رقصی که نزدیک پالم اسپرینگز بود دریافت کرد. در سال اول تحصیلش در دانشگاه او از بین ۷۰۰ نفر برای چیرلیدری تیم لوس آنجلس لیکرز انتخاب شد و بعد از گذشت ۳ ماه به عنوان سر دستهٔ چیرلیدرها ی تیم انتخاب شد شش ماه بعد او دانشگاه را رها کرد تا بتواند روی رقص و رقصپردازی تمرکز کند.

## زندگی حرفه‌ای

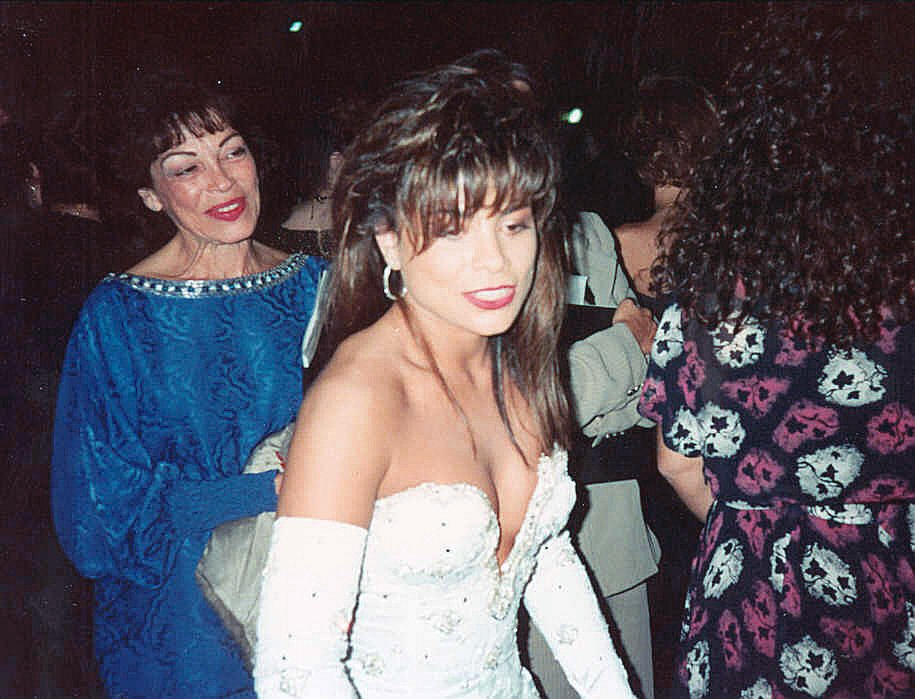
عبدل در جوایز امی ساعات پربیننده، سپتامبر ۱۹۸۹‏

### ۱۹۸۲ تا ۱۹۸۶ - دوران رقص و رقص پردازی
پائولا توسط جکسون‌ها کشف شد بعد از این که تعدادی از اعضای باند او را هنگامی که برای دیدن بازی‌های لیکرز رفته بودند دیدند؛ و بعد او به عنوان رقص پرداز برای تک‌آهنگ آن‌ها انتخاب شد.
خود او در این مورد می‌گوید: تنها مشکل من این بود که به آهن‌ها بگویم که چگونه برقصند!. و ادامه می‌دهد:مرا تصور کنید که کارهای روتین را به آن‌ها توضیح می‌دهم! من جوان بودم و مقداری هم ترسیده بودم و مطمئن نبودم که از پس این کار بر می‌آیم یا نه.
عبدل در دههٔ ۱۹۸۰ (میلادی) ویدئوهای خوانندگان زیادی را رقص پردازی کرد. از جمله تعداد زیادی از ویدئوهای جنت جکسون.
او همچنین صحنه‌های از فیلم زیبای آمریکایی را نیز رقص پردازی کرده.
از فیلم‌های معروف او می‌توان به بازی در فیلم نمی‌توانید عشق مرا بخرید اشاره کرد.

### ۱۹۸۷ تا ۱۹۹۸
در سال ۱۹۹۸او اولین آلبوم خود با نام برای همیشه دختر تو به بیرون داد. آلبوم ۶۲ هفته شمارهٔ یک ۲۰۰ آهنگ برتر بیلبورد بود. آلبوم مولتی پلاتین شد و برای او یک جایزهٔ گرمی به ارمغان آورد برای ویدئو ی opposite attract یا جذابیت مخالف.

## نگارخانه

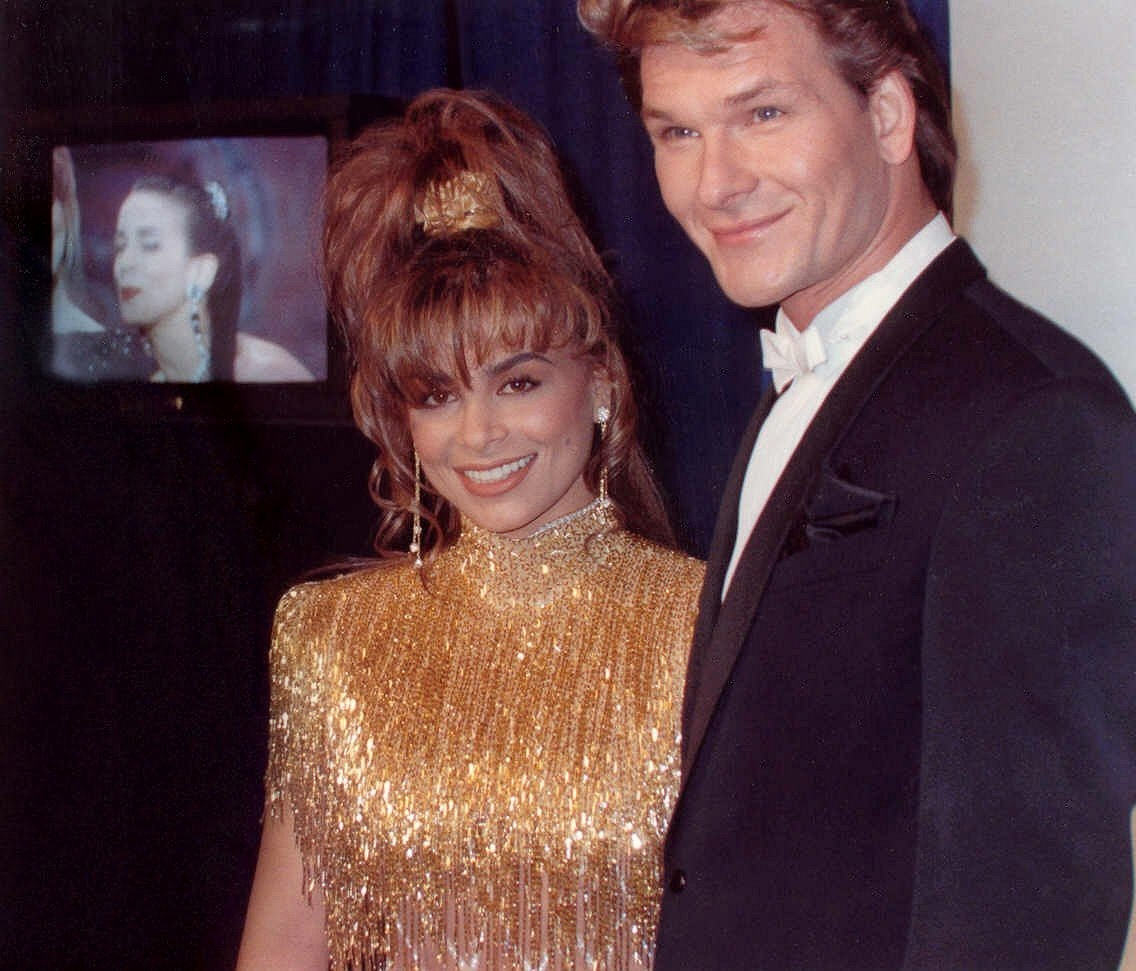
پائولا عبدل، پاتریک سوویزی
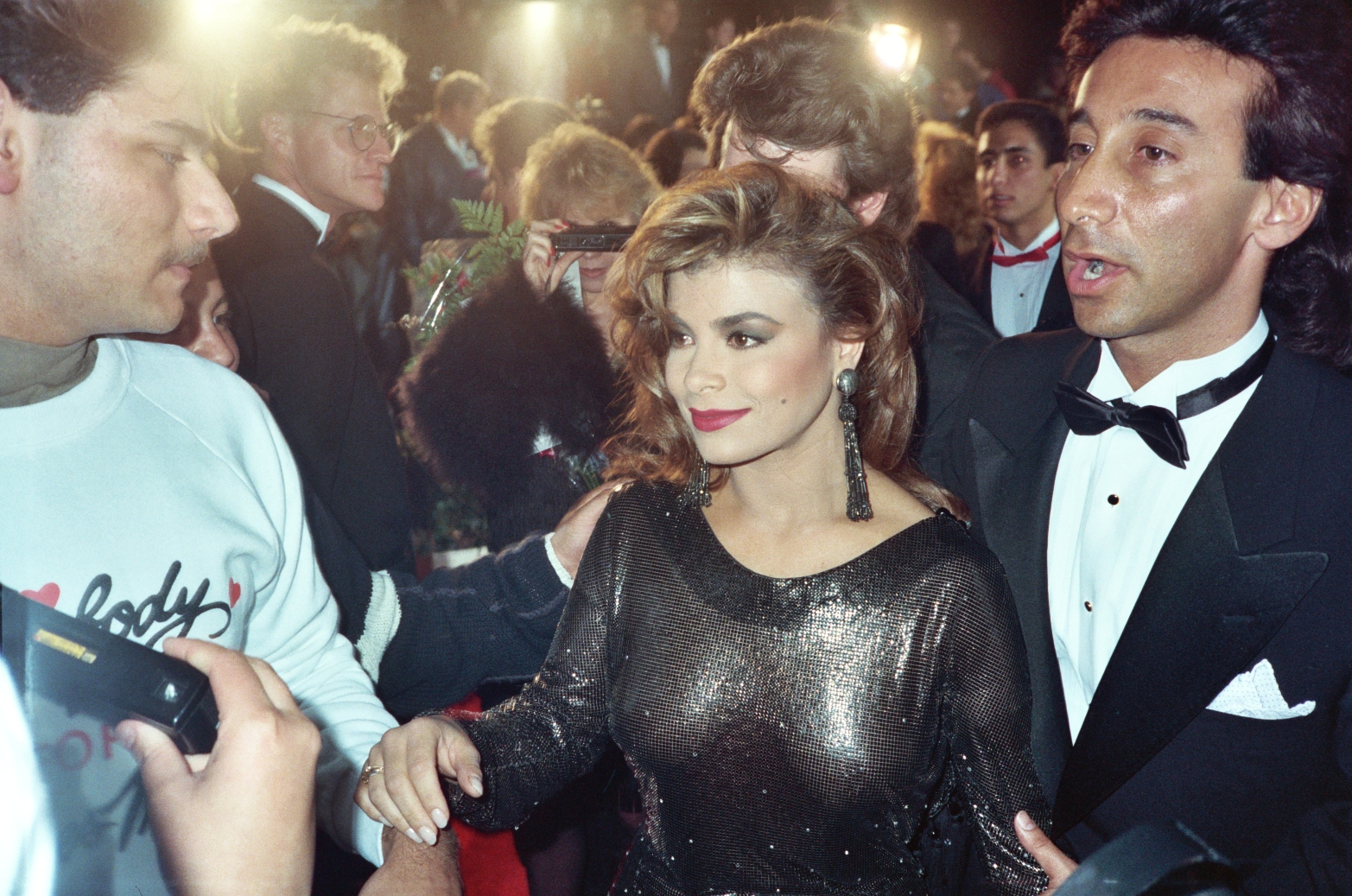
عبدل در مارس ۱۹۹۰‏
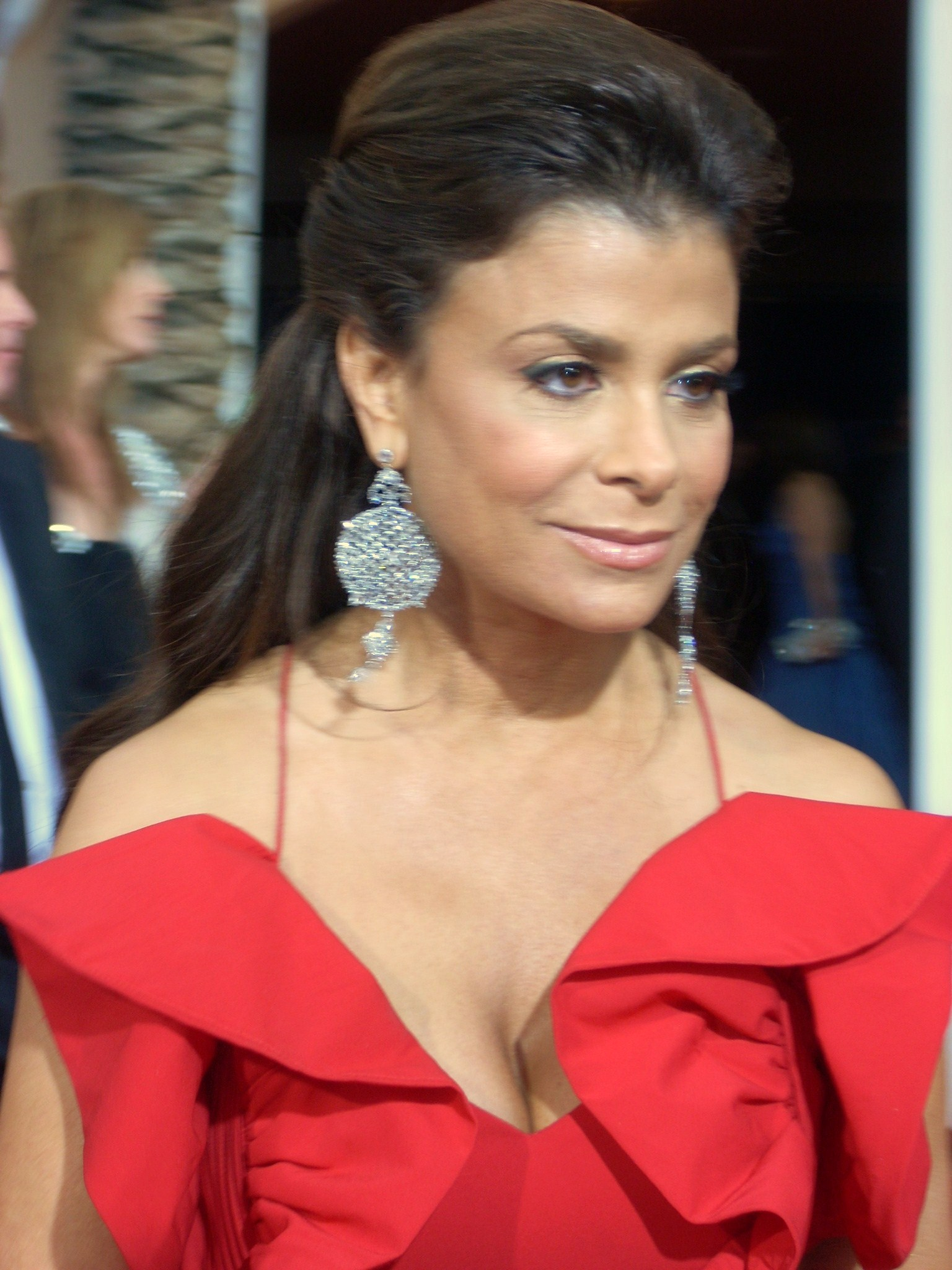
پائولا عبدل (۲۰۰۹)
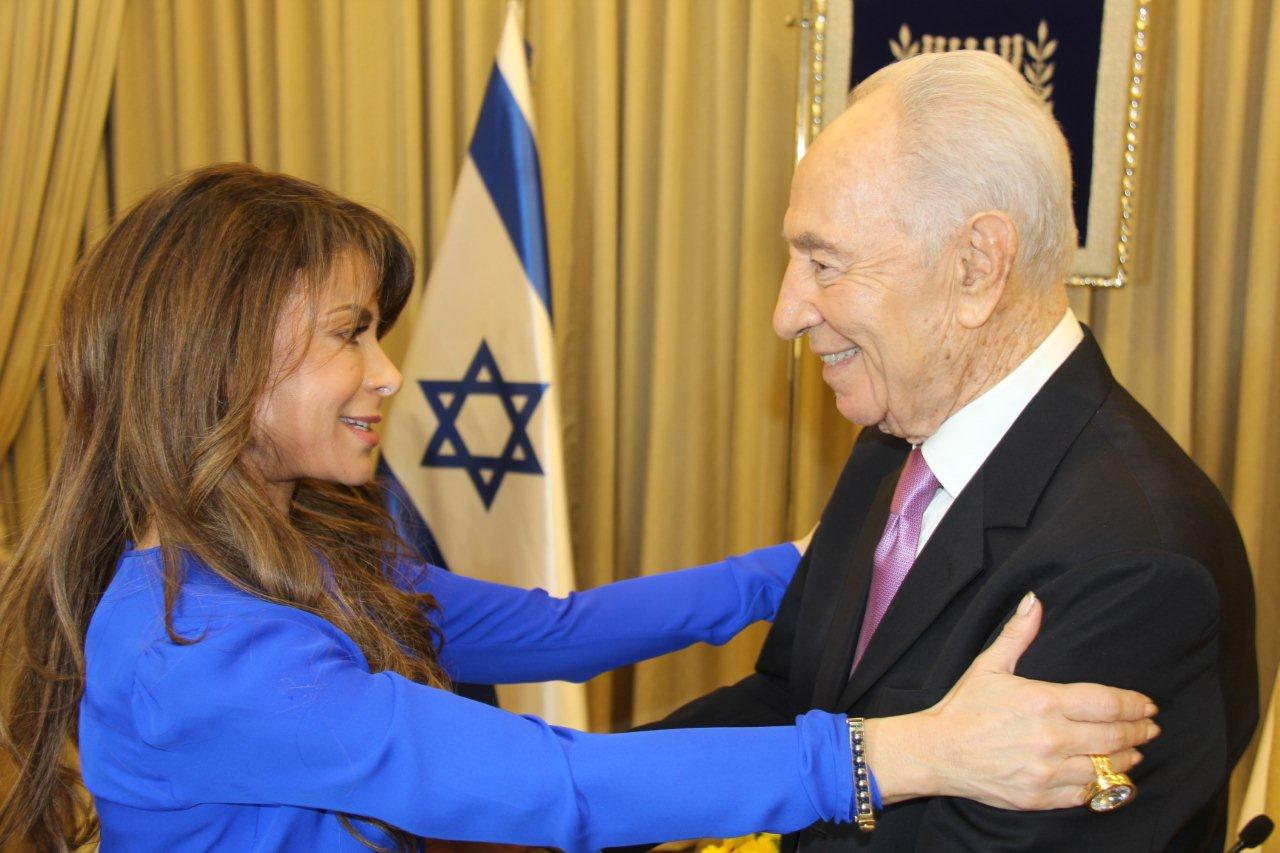
عبدل و شیمون پرز رئیس‌جمهور پیشین اسرائیل، اکتبر ۲۰۱۳